# NGC 2885
NGC 2885 je galaksija u zviježđu Lavu.

## Vanjske poveznice
- SEDS: NGC 2885